# Dana Kellogg
Dana William Kellogg (* 9. Mai 2000 in Chesterfield) ist ein US-amerikanischer Rennrodler.
Kellogg lebt in seinem Geburtsort Chesterfield, während der Trainingsphasen in Lake Placid. Er ist Sportsoldat im Rahmen des Army’s World Class Athlete Program bei der Nationalgarde der Vereinigten Staaten und bekleidet den Rang eines Private First Class. Während der COVID-19-Pandemie wurde er von der Nationalgarde einberufen, in Fishkill stationiert und als Transportfahrer eingesetzt. Zunächst fuhr er Seifenkistenrennen. Zum Rodelsport kam er, als ihn seine Mutter 2013 zu einer Veranstaltung nach Queens mitnahm, bei der Nachwuchsrodler gesucht wurden. Nachdem er 2013 und 2014 an zwei Trainingscamps in Lake Placid teilgenommen hatte, wurde er 2014 auf die Kandidatenliste für den Nationalkader gesetzt und gehörte dem Nachwuchs-Nationalkader seit 2015 an.

## Junioren

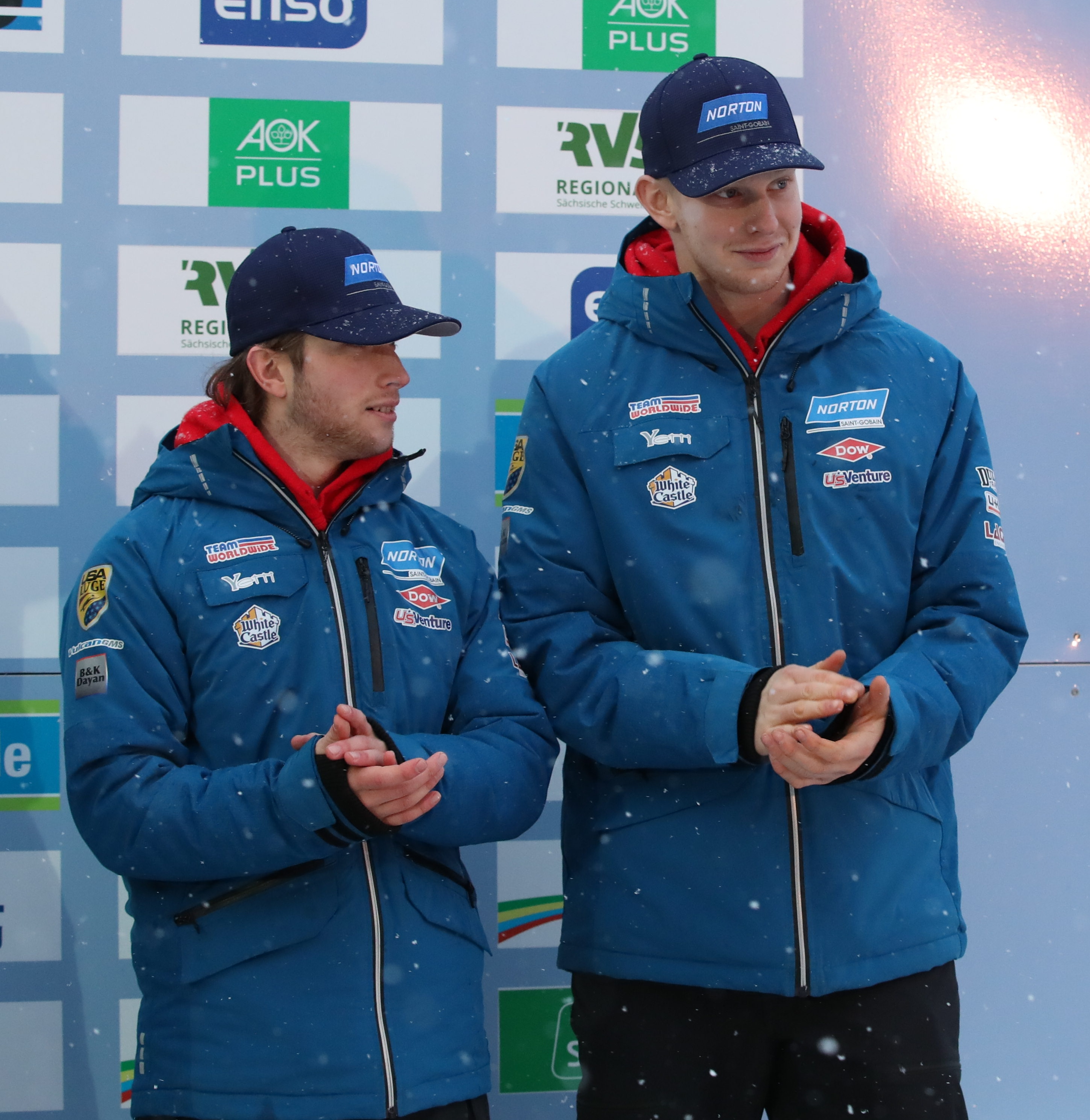
Segger und Kellogg (rechts), hier bei einem Rennen des Juniorenweltcups im Dezember 2019 in Altenberg

Kellogg bestritt seine ersten bedeutenderen Rennen noch als Einsitzer in der Saison 2015/16, ohne dabei an internationalen Rennen teilzunehmen.
Nach der Rückkehr von Duncan Segger nach einer Krebserkrankung in den Rennrodelsport wurde dieser gemeinsam mit Kellogg zu einem Rodeldoppel umgeschult und bildet seitdem mit diesem ein Team, der große Kellogg fungiert hier als Pilot, der kleinere Segger als sein Hintermann („Rucksack“). Seitdem tritt Kellogg mit Segger auch international an und gab in der Saison sein Debüt im Junioren-A-Weltcup. Zum Saisonauftakt wurden sie bei zwei Rennen in Calgary jeweils Zweite hinter den mittlerweile für Kasachstan, damals noch für Russland, startenden Andrey Shander und Semen Mikov. Es folgten ein dritter Rang in Igls, Platz sechs in Oberhof und erneut ein dritter Rang in Altenberg. Der siebte Platz beim letzten Rennen in Winterberg wurde das Streichergebnis. Mit 360 Punkten gewannen Kellogg/Segger die Gesamtwertung der Saison, profitierten dabei auch davon, als einziges Doppel bei allen Saisonrennen angetreten zu sein. In Calgary, Igls, Altenberg und Winterberg wurden sie zudem in die US-Staffeln des Junioren-Weltcups berufen. In Calgary belegten sie dabei den dritten Platz, in Altenberg an der Seite von Brittney Arndt und Sean Hollander Platz sieben, in Winterberg mit diesen beiden auf acht.

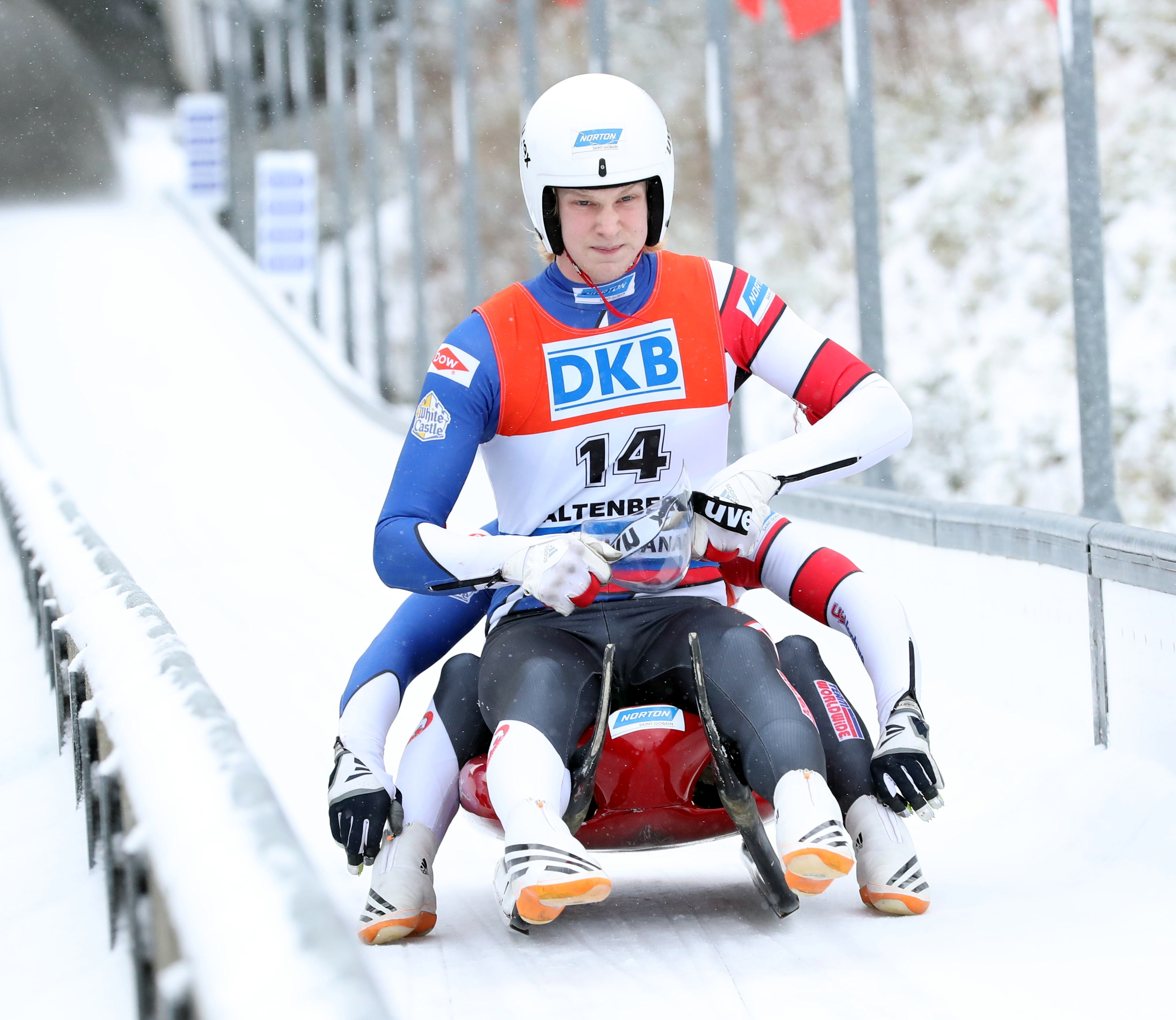
Kellogg/Segger bei den Juniorenweltmeisterschaften 2018 in Oberhof

2017/18 starteten Kellogg/Segger zunächst im Junioren-Weltcup. In Oberhof begannen sie die Saison mit zwei zehnten Plätzen. Danach wurden sie am Königssee noch einmal im Weltcup der A-Junioren eingesetzt und wurden dort Zweite. Anschließend wurden sie in Igls erneut Zehnte, in einem zweiten Rennen 13. und zum Saisonfinale in Winterberg wieder Zehnte. Mit 174 Punkten waren sie am Ende 13. der Gesamtwertung, in der Gesamtwertung des A-Junioren-Weltcups mit 85 Punkten 15. In Altenberg traten sie zum Saisonabschluss bei den Juniorenweltmeisterschaften 2018 zu ihrer ersten internationalen Meisterschaft an. In der Doppelkonkurrenz fuhren sie auf den 13., mit Hollander und Arndt in der Staffel auf den siebten Platz. Zudem gewannen sie bei der Amerika-Pazifikmeisterschaft der Junioren die Silbermedaille im Doppelsitzer-Wettbewerb. Gemeinsam mit Kellogg wurde er nach der Saison als bester männlicher Nachwuchsathlet des US-Rodelverbandes ausgezeichnet.

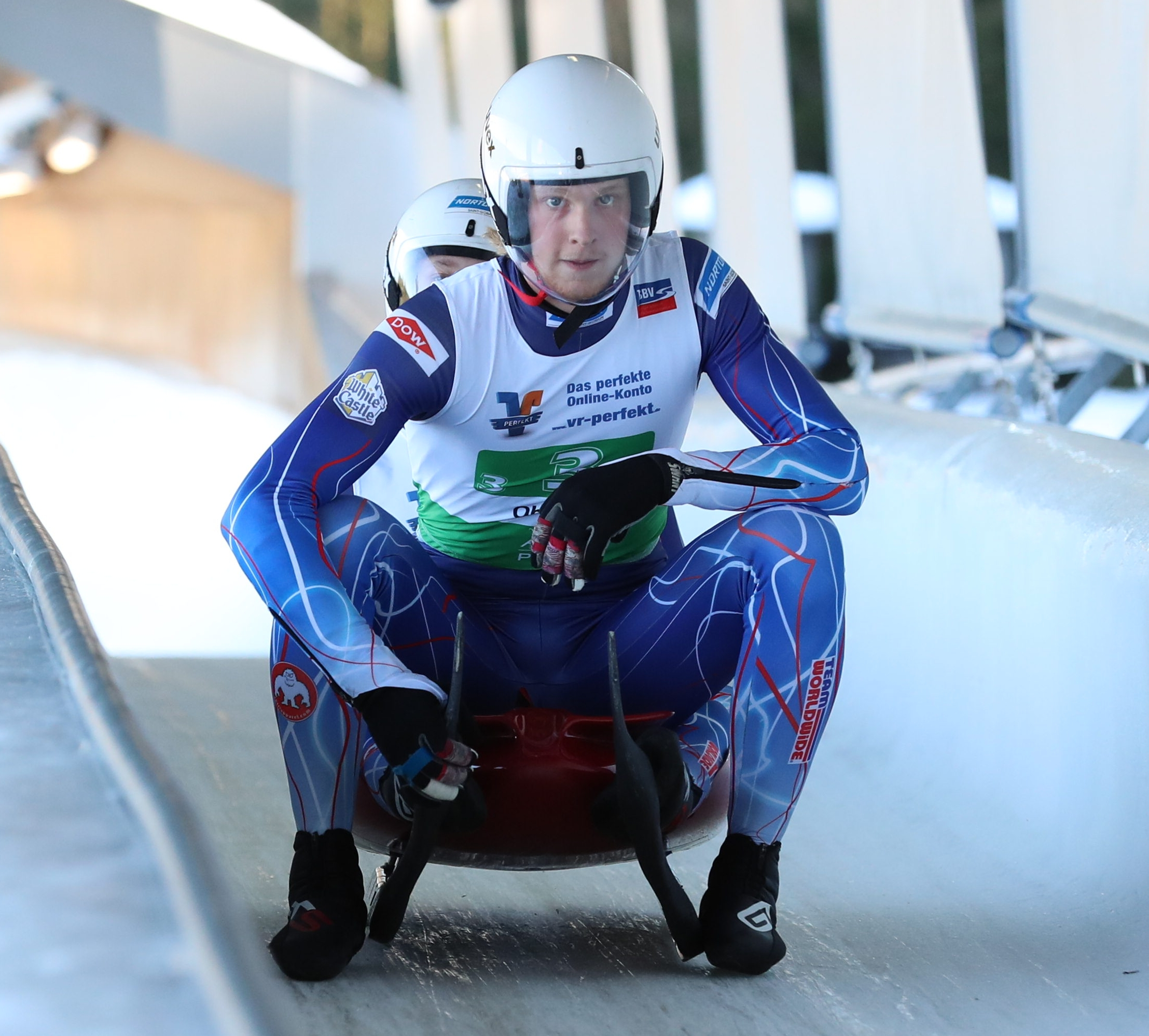
Kellogg/Segger beim Mannschaftswettbewerb des Juniorenweltcups im Februar 2019 in Oberhof

2018/19 starteten Kellogg/Segger mit einem siebten Rang in Park City in die Saison und wurden zudem mit Zachary DiGregorio und Ashley Farquharson Dritte mit der Teamstaffel. An selber Stelle wurden sie einen Tag danach bei einem weiteren Doppelsitzerrennen Vierte und erneut in derselben Besetzung Staffel-Dritte. Auch in Calgary wurden sie Dritte im Doppelsitzer-Rennen und mit Hollander sowie Farquharson Staffel-Dritte. Nach dem Jahreswechsel starteten sie als erstes bei den Juniorenweltmeisterschaften 2019 in Igls, wo sie Zehnte wurden, sowie mit Hollander und Farquharson Staffeldritte. Zurück im Juniorenweltcup wurden sie in Winterberg Achte und beim Saisonfinale in Oberhof Siebte, in der Staffel Sechste. Mit 240 Punkten belegten sie bei einem überragenden Sieg mit dem Gewinn von fünf der sechs Saisonrennen von Hannes Orlamünder und Paul Gubitz den achten Platz.
In der 2019/20 bestritten Kellogg/Segger nur die drei ersten Rennen im Junioren-Weltcup. Am Königssee gewannen sie dabei ihr erstes internationales Rennen. Danach wurden sie in Altenberg Dritte, mit Chevonne Forgan und Zachary DiGregorio zudem Staffel-Zweite. Bei einem zweiten Rennen in Altenberg belegten sie den neunten Rang und wurden bei einem zweiten Staffelrennen, nun mit Sophia Kirkby und Ian Smith, Vierte. Mit 209 Punkten wurden sie Sechste der Gesamtwertung.

## Debüt im Weltcup

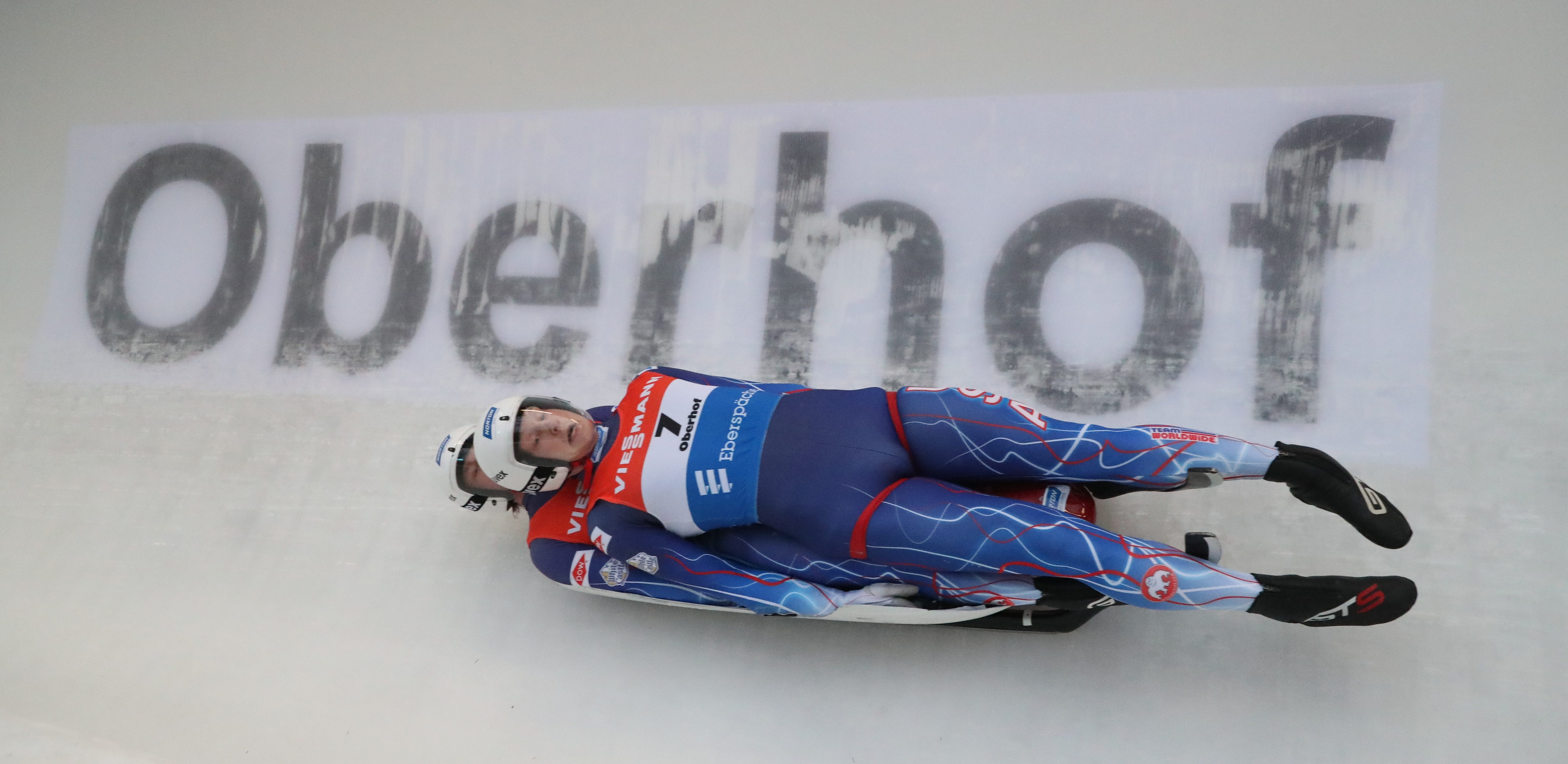
Kellogg und Segger in ihrem zweiten Weltcuprennen, 2020 in Oberhof

Nach dem Jahreswechsel wurden Kellogg und Segger in Sigulda erstmals in das US-A-Nationalteam und damit in das Weltcup-Team berufen. Über einen fünften Platz im Nationencup-Rennen qualifizierten sie sich sogleich für ihr erstes Weltcuprennen, bei dem sie am Ende 20. wurden. In Oberhof gelang danach als Achte im Nationencup erneut die Qualifikation für den Weltcup, wo sie 16. wurden. An selber Stelle folgten die Juniorenweltmeisterschaften 2020, bei denen Kellogg/Segger mit Rang acht erstmals eine einstellige Platzierung im Doppelsitzerrennen erreichten. Mit Forgan und DiGregorio verpassten sie als Viertplatzierte im Staffelrennen zudem nur um einen Rang eine Medaille. Nachdem der US-Verband aufgrund der schwierigen Witterungsbedingungen alle seine Schlitten vom Weltcup in Winterberg zurückgezogen hatte, starteten sie zum Saisonfinale in Königssee zum dritten Mal im Weltcup. Als Neunte des Nationencups gelang die erneute Qualifikation für den Weltcup, wo sie überraschend als Elftplatzierte fast ihre erste Top-Ten-Platzierung erreichten. Mit 136 Punkten waren sie am Ende 16. in der Gesamtwertung des Nationencups, mit 80 Punkten 24. des Weltcups.
Ab der Saison 2020/21 gehören Kellogg und Segger zum regulären Weltcupteam der USA. Wie das komplette US-Team nahmen sie aufgrund der COVID-19-Pandemie an keinen der Rennen, die sich in der Saison ausschließlich in Europa konzentrieren, teil. Während das übrige Team zum Jahreswechsel nach Deutschland flog, musste Kellogg als Nationalgardist in den USA bleiben.

## National
2017 gewannen Kellogg und Segger ihren ersten nationalen Titel bei der A-Jugend. Den Titelgewinn wiederholten sie 2018 sowie 2019 und 2020 bei den Junioren.

## Statistik

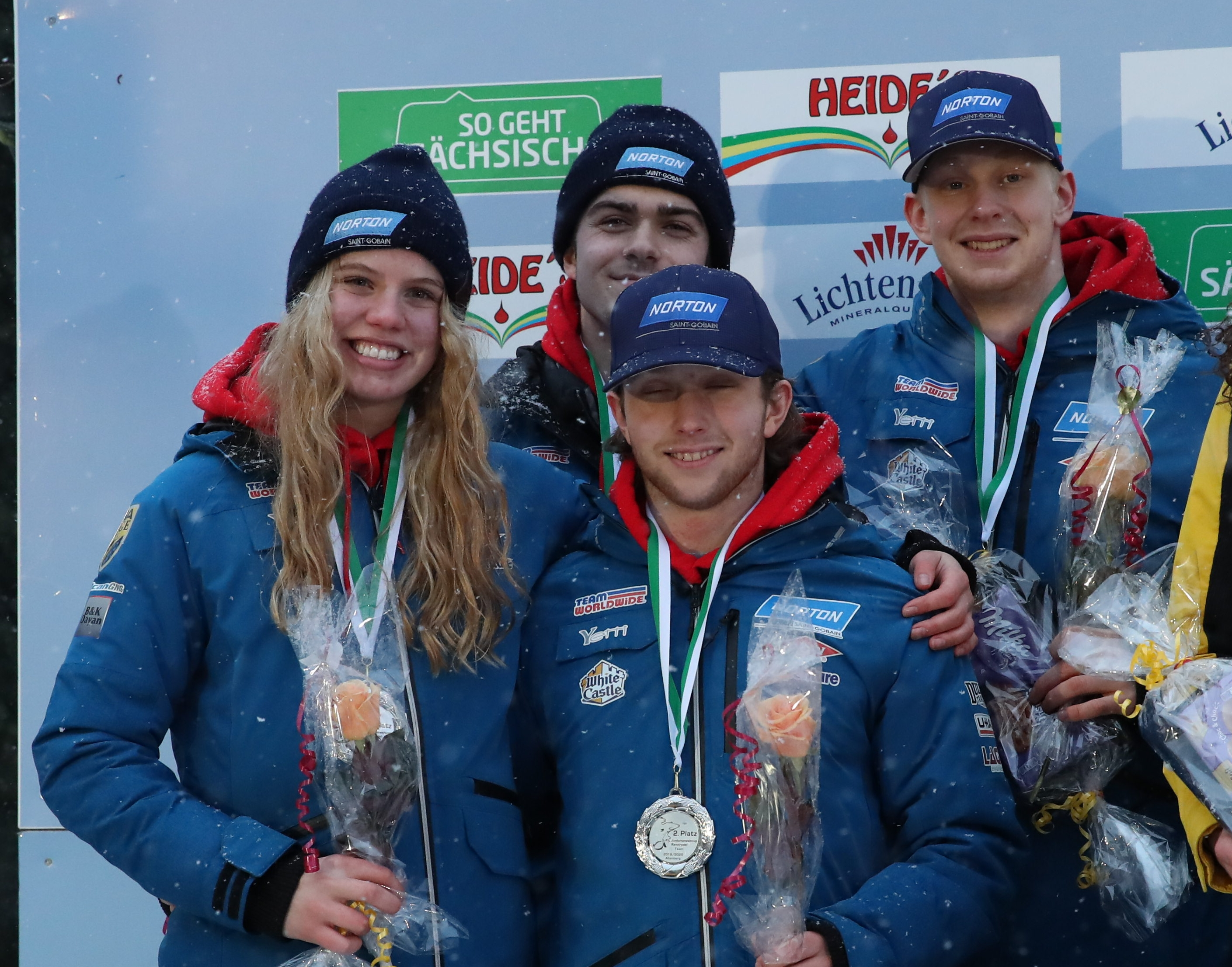
Die drittplatzierte US-Staffel bei der Siegerehrung des Junioren-Weltcups 2019 in Altenberg. Von links vorn: Chevonne Forgan und Duncan Segger; von links hinten: Zachary DiGregorio und Dana Kellogg

Platzierungen im Gesamtweltcup
| Saison  | Platz | Punkte | Sprintweltcup | Nationencup | NC-Punkte |
| ------- | ----- | ------ | ------------- | ----------- | --------- |
| 2019/20 | 24.   | 080    | 0–            | 16.         | 136       |
| 2021/22 | 25.   | 150    | 16.           | 14.         | 243       |
| 2022/23 | 14.   | 254    | 13.           | 04.         | 335       |
| 2023/24 | 10.   | 406    | 09.           | 07.         | 315       |

## Einzelbelege
1. ↑  FIL-Profil. Abgerufen am 26. September 2020.
2. ↑  Double duty: Chesterfield’s Dana Kellogg makes US national luge team, helps prevent spread of coronavirus (englisch)
3. ↑  Chesterfield’s Dana Kellogg eyes USA Luge Senior National team, 2022 Olympics (englisch)
4. ↑  Hessische Bob- und Schlittensportverband e.V. Abgerufen am 26. September 2020.
5. ↑  USA Luge announce new board members and award winners. 4. Oktober 2018, abgerufen am 26. September 2020.
6. ↑  Plans on ice: USA Luge's Mazdzer wondering what comes next (Memento vom 21. Juli 2020 im Internet Archive)
7. ↑  Juniors end luge season at national championships in LP | News Break. Ehemals im Original (nicht mehr online verfügbar); abgerufen am 26. September 2020 (englisch). (Seite nicht mehr abrufbar. Suche in Webarchiven)

| Personendaten    | Personendaten                              |
| ---------------- | ------------------------------------------ |
| NAME             | Kellogg, Dana                              |
| ALTERNATIVNAMEN  | Kellogg, Dana William (vollständiger Name) |
| KURZBESCHREIBUNG | US-amerikanischer Rennrodler               |
| GEBURTSDATUM     | 9. Mai 2000                                |
| GEBURTSORT       | Chesterfield                               |